# الذراع، إب
الذراع هي إحدى قرى الجمهورية اليمنية. وهي تتبع جغرافيًا لمحافظة إب. وإداريًا لمديرية السياني. يبلغ تعداد سكانها 1095 نسمة حسب الإحصاء الذي جرى عام 2004.